# Matour
Matour település Franciaországban, Saône-et-Loire megyében. Lakosainak száma 1159 fő (2022. január 1.). Matour Dompierre-les-Ormes, Aigueperse, Saint-Bonnet-des-Bruyères, Gibles, Montmelard, Saint-Pierre-le-Vieux és Trambly községekkel határos.

## Népesség
A település népességének változása:
| Lakosok száma | 1048 | 1068 | 1115 | 1119 | 1123 | 1145 | 1156 | 1158 | 1159 |
|               | 2013 | 2015 | 2016 | 2017 | 2018 | 2019 | 2020 | 2021 | 2022 |